# Orgellandschaft Sachsen-Anhalt

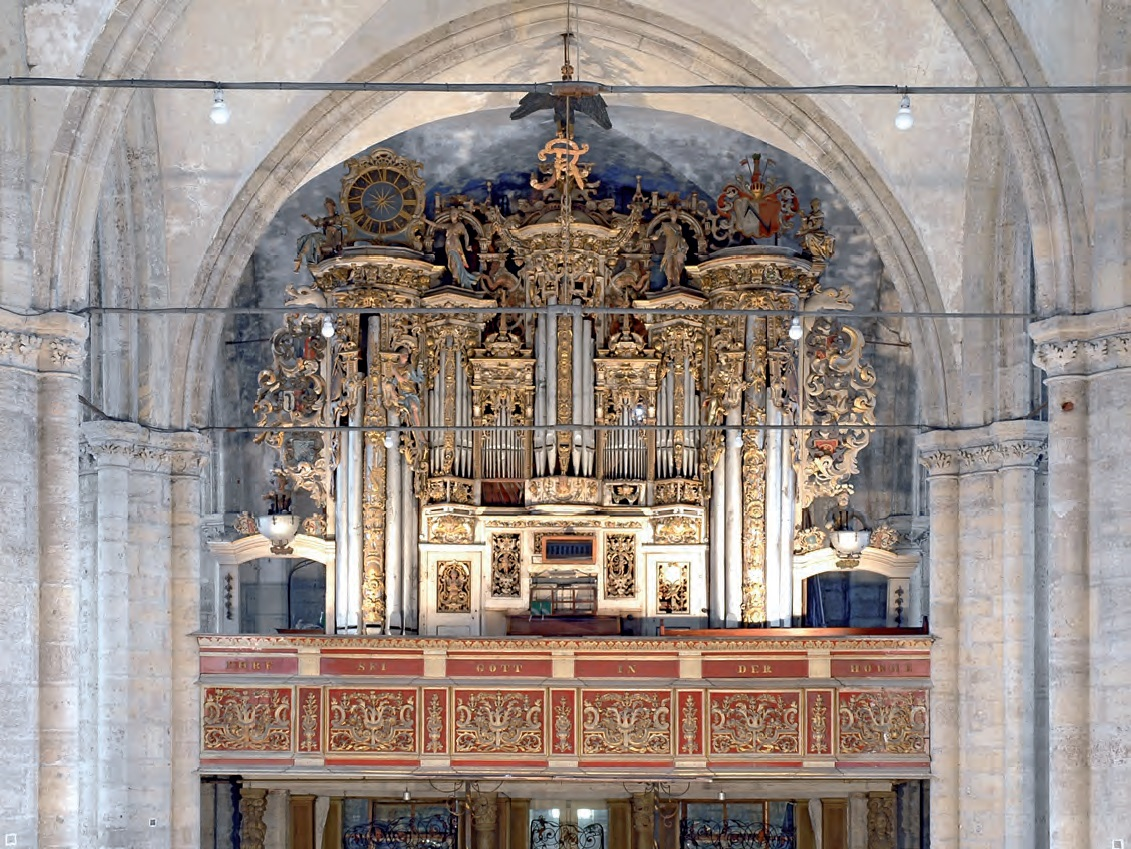
Gröninger Orgel in Halberstadt

Die Orgellandschaft Sachsen-Anhalt umfasst den historisch gewachsenen Bestand an Orgeln in Sachsen-Anhalt. Die Kulturregion besteht im Wesentlichen aus dem Gebiet der ehemaligen Provinz Sachsen und des früheren Fürstentums Anhalt. Vom 17. bis 19. Jahrhundert entwickelte sich eine eigenständige Orgellandschaft, die mit dem Wirken von Friedrich Ladegast ihren Höhepunkt erreichte.
Der Artikel befasst sich mit der Geschichte des Orgelbaus und den erhaltenen Orgeln im Gebiet des heutigen Sachsen-Anhalt. Weiterführende Informationen zu einzelnen Instrumenten sind in der Liste von Orgeln in Sachsen-Anhalt zu finden.

## Gotik und Renaissance

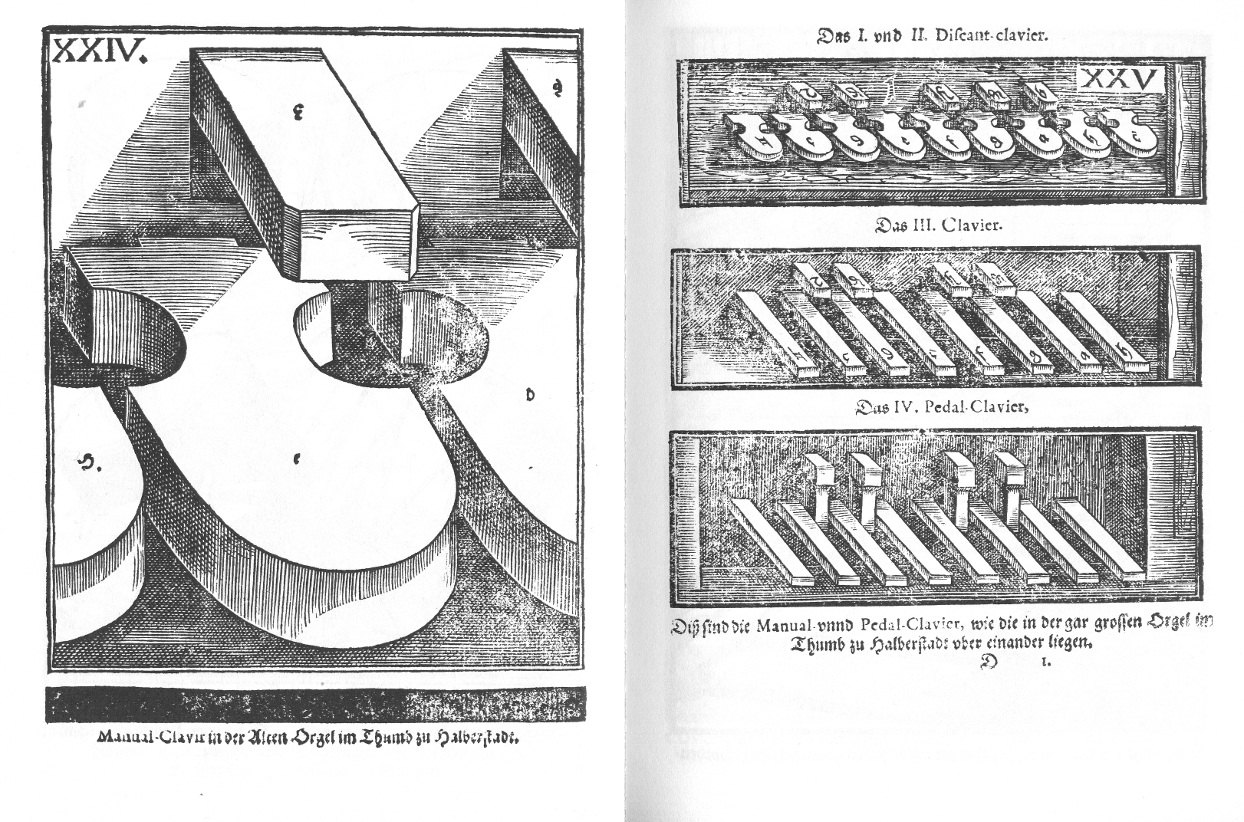
Klaviaturen der Orgel im Dom zu Halberstadt, Abbildung bei Praetorius

Erste Orgeln in Sachsen-Anhalt sind in Merseburg und in Halberstadt nachweisbar. So wurde 1361 die berühmte Orgel des Mönches und Halberstädter Orgelbauers Nikolaus Faber im  Dom zu Halberstadt geweiht. Sie war zu diesem Zeitpunkt wohl die größte europäische Blockwerkorgel und war mit ihrem zwölftönigen Klaviaturschema (ohne Pedal) bahnbrechend für die damalige Musik. Michael Praetorius beschreibt das Instrument in seinem Syntagma musicum II (1619). Faber hatte 1359 schon eine Orgel in Merseburg gebaut.
Ebenfalls lieferte Faber 1363, im Jahr der Weihe des Langhauses, auch die erste Orgel des Magdeburger Domes, deren Blasebälge von zwölf Kalkanten bedient wurden. Da die Balganlage in der Turmkammer untergebracht war, ist anzunehmen, dass diese Orgel bereits auf der Westempore stand.

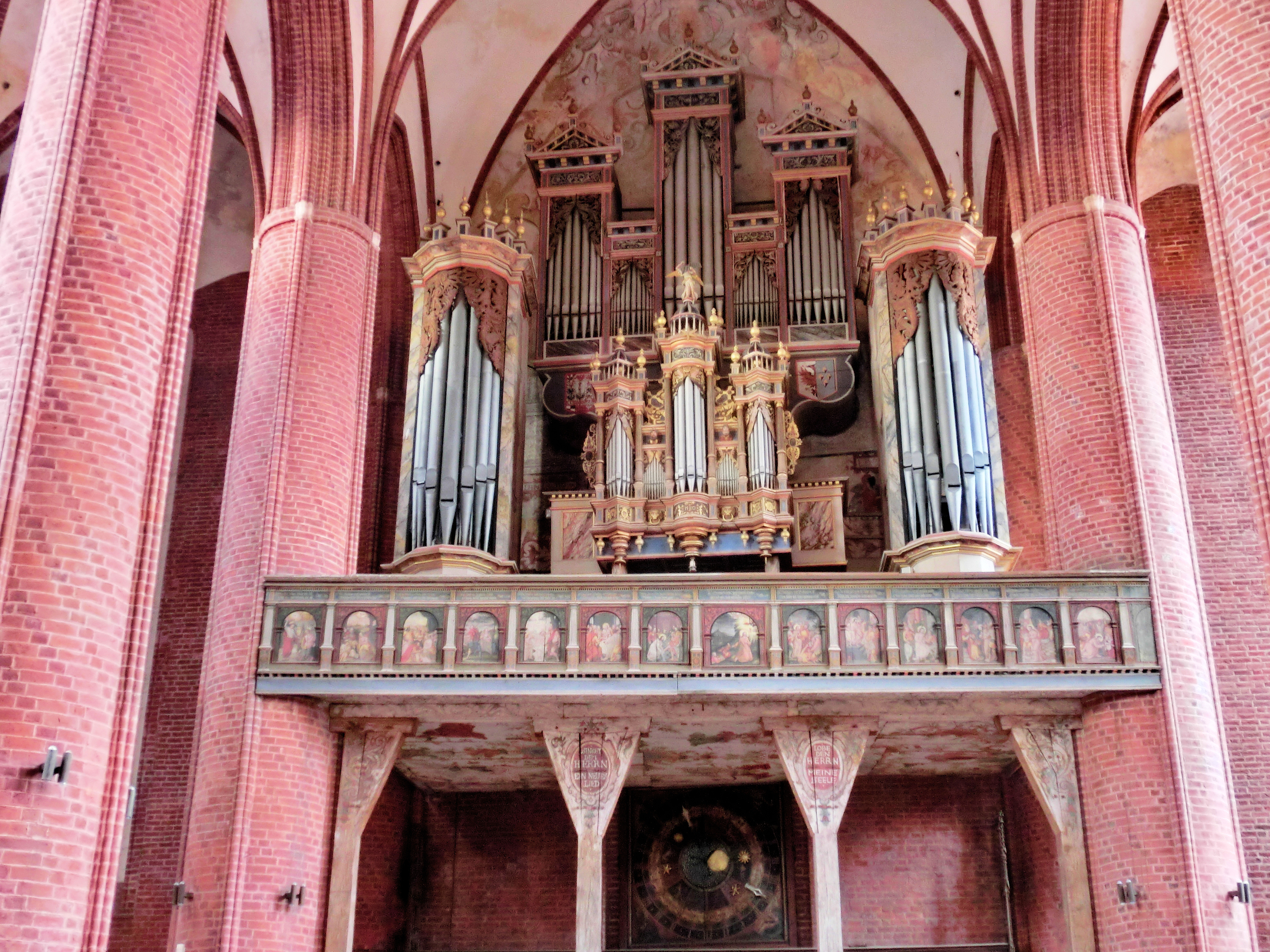
Scherer-Orgel von 1580 in Stendal

Nachweisbar ist zudem eine Chororgel, die 1536 von dem Orgelbauer Michaelis für den Dom zu Halle gebaut worden war und 1541 nach Magdeburg verpfändet wurde.
Eine der ältesten erhaltenen Orgeln Sachsen-Anhalts, errichtet von Hans Scherer dem Älteren um 1580, befindet sich in St. Marien in Stendal. Sie hatte ursprünglich die Disposition II/P/29. Von seinem Sohn ist eine Orgel aus 1623 in St. Stephan in Tangermünde erhalten.
Im 16. bis 18. Jahrhundert etablierte sich in Halberstadt eine hervorragende und innovative Orgelbauerszene. Bedeutende Musiker und Musikwissenschaftler wie Michael Praetorius und Andreas Werckmeister wirkten dort. Esaias Compenius der Ältere aus Eisleben war Mitglied der bekannten Familie Compenius, die zu den führenden mitteldeutschen Orgelbauerfamilien im 16. und 17. Jahrhundert gehörte. Von ihm ist der Orgelprospekt in der Sankt-Martin-Kirche in Kroppenstedt aus dem Jahr 1603 erhalten.
In den Jahren 1592 bis 1596 baute der Halberstädter Orgelbauer David Beck die damals bedeutendste Renaissance-Orgel in Deutschland im Schloss Gröningen, die sogenannte Gröninger Orgel. Beauftragt wurde dieses „Orgelwunderwerk“ von Heinrich Julius, Herzog zu Braunschweig-Wolfenbüttel und Bischof zu Halberstadt. Die Orgel wurde 1770 in die Kirche St. Martini in Halberstadt überführt und das Pfeifenwerk 1838 und 1921 mit Ausnahme einzelner Prospektpfeifen erneuert. Ihr originales Rückpositiv befindet sich in Harsleben. Im Jahr 2007 wurde ein international besetzter Förderverein gegründet, der sich für die Rückführung des Rückpositivs und die originalgetreue Rekonstruktion der Gröninger Orgel einsetzt.

## Barock

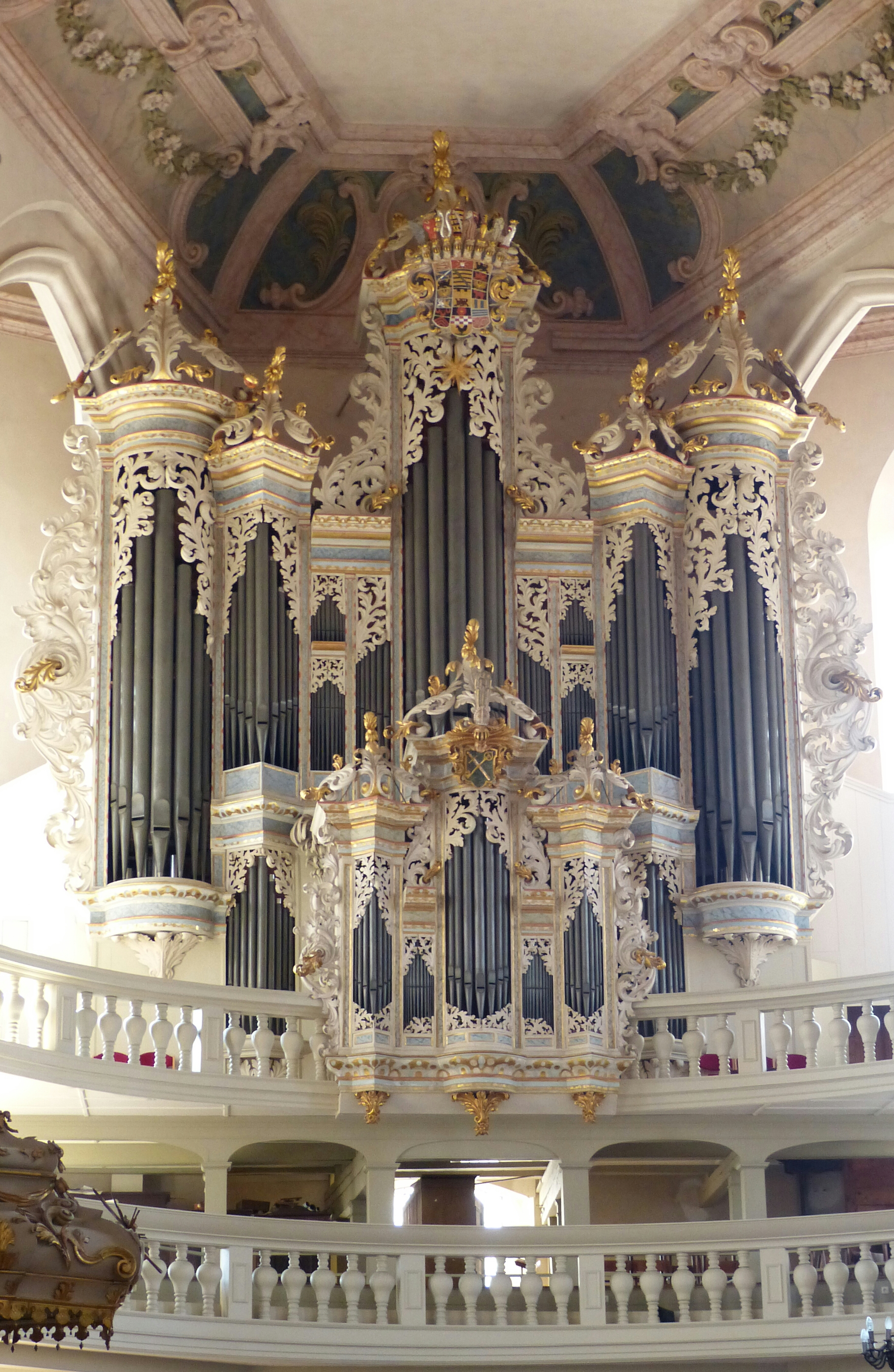
Hildebrandt-Orgel in Naumburg

Im Zeitalter des Barock erreichte der sachsen-anhaltische Orgelbau seine Blüte. Bereits 1640 soll es eine Orgel in St. Aegidii in Quedlinburg gegeben haben. Der Erbauer ist unbekannt. Aus den Kirchenannalen ist sicher belegt, dass eine Orgel für St. Aegidii von Georg Nothnagel im Jahr 1651 erbaut wurde. Das heutige Orgelwerk stammt größtenteils aus dem Jahr 1702 und wurde von Johann Caspar Sperling gefertigt.

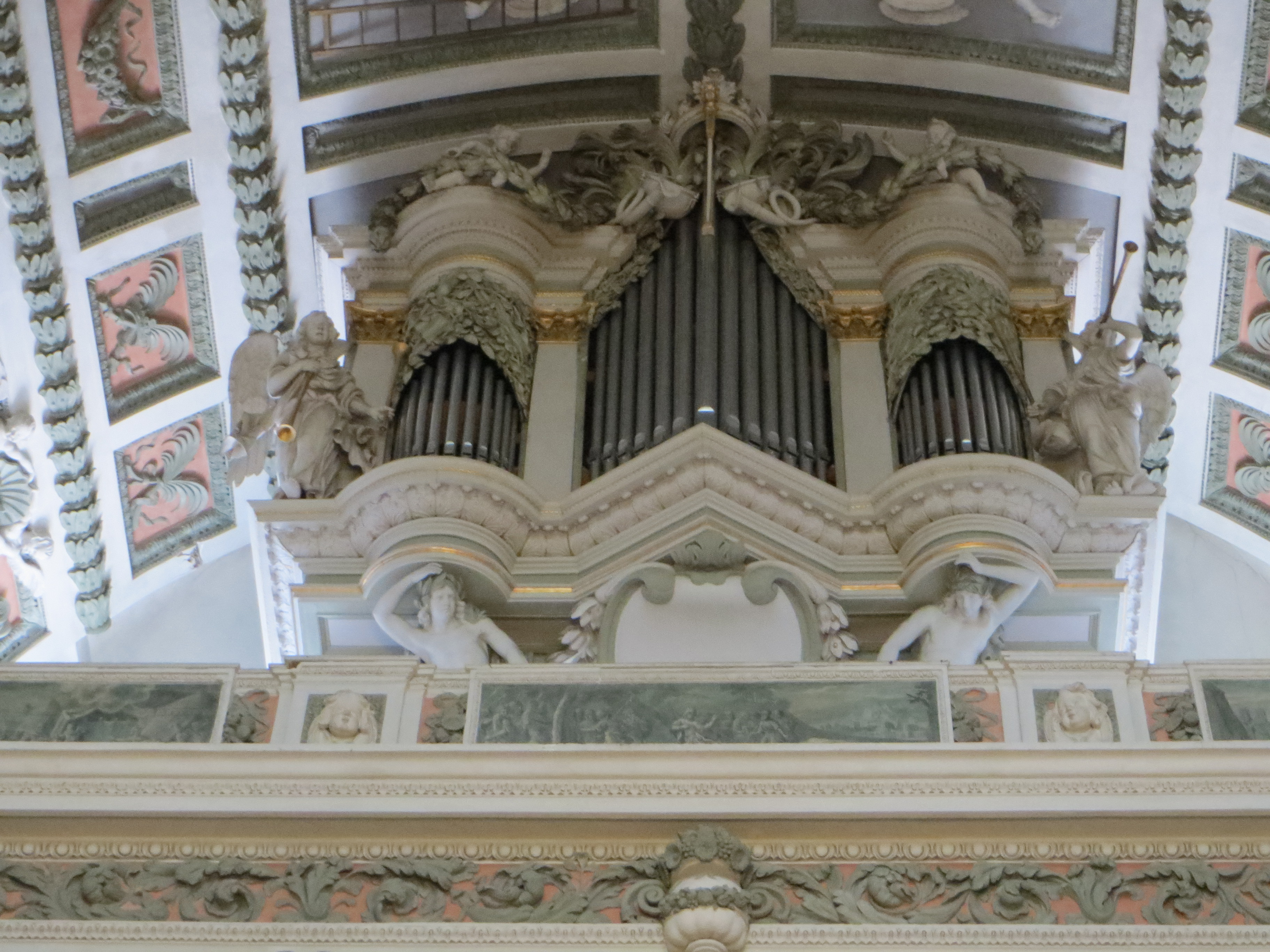
Orgelprospekt von Christian Förner in der Weißenfelser Schlosskirche (1673)

Beim Bau der (nicht erhaltenen) Orgel in der Stadtkirche St. Marien in Weißenfels hinterließ Orgelbauer Tobias Weller, der größtenteils im heutigen Freistaat Sachsen tätig war, auf der größten Orgelpfeife folgende Inschrift:
„A(nn)o 1639. habe ich Tobias Weller, Churf(ürstlich) Sächs(ischer) Orgelmacher, dieses Orgelwerk verfertiget, hätte aber in vielen Dingen besser gemacht werden können; aber die Schuld ist nicht mir zuzuschreiben, sondern dem Herrn Baumeister. Ich vor meine Person habe Gott gedankt, daß ich’s mit Angst und großer Noth so weit gebracht; denn es war damals böse Zeit.“
Die Familie Papenius wirkte seit etwa 1660 im Gebiet des Südharzes, in späteren Generationen um Halberstadt. In drei Generationen wurden nach heutigem Forschungsstand über 30 Orgeln errichtet, von denen etwa 20 größtenteils in Sachsen-Anhalt bis heute erhalten sind, wovon sich allerdings die älteste erhaltene von Georg Benedict Papenius aus dem Jahr 1662 in Bielen im heutigen Nordthüringen befindet und derzeit stark restaurierungsbedürftig ist. Erhaltene Papenius-Orgeln in Sachsen-Anhalt befinden sich beispielsweise in Klein Quenstedt in der Kirche zum Heiligen Berge Gottes (1741) und der Matthäus-und-Markus-Kirche in Rohrsheim (1759); erhaltene Prospekte u. a. in St. Martini in Stolberg und im Kloster Huysburg.
Auch vom Papenius-Schüler Johann Christoph Mocker II. sind Orgeln in St. Wenzel in Barnstädt und in der Dorfkirche Schleberoda (beide 1750) erhalten.
Eine Domorgel in Halle stammte aus dem Jahr 1667, erbaut von Christian Förner aus Wettin-Löbejün, an der auch der junge Georg Friedrich Händel in den Jahren 1702 und 1703 als Organist der Domgemeinde musizierte. Förner war nicht nur Orgelbauer, sondern auch Erfinder. Seine bekannteste Erfindung ist die Windwaage, ein bis heute noch im Orgelbau verwendetes Gerät zum Messen des Winddrucks. Erhaltene Prospekte von Förner-Orgeln finden sich in der Weißenfelser Schlosskirche (1673) und in der Konzerthalle St.-Ulrich-Kirche (1675) in Halle.
Die einzige, fast vollständig erhaltene Orgel des Orgelbauers Christoph Cuntzius aus Wernigerode steht in St. Andreas in Abbenrode (1708). Sein Sohn, der Hallenser Heinrich Andreas Contius, wirkte zuerst in seiner Heimatstadt und Umgebung. 1760 kam er nach Riga in Kurland und baute dort u. a. die Orgel der Dreifaltigkeitskirche in Liepāja (Libau) von 1773–1779. Er gilt heute als der bedeutendste Orgelbauer im Baltikum im 18. Jahrhundert. Von ihm ist nur noch ein Prospekt in St. Bartholomäus in Halle-Giebichenstein (1743) zu sehen.
Die Orgel in St. Levin Harbke ist ein Werk von Christoph Treutmann, der eine Werkstatt in Magdeburg hatte, aus dem Jahr 1722 mit 22 Registern auf zwei Manualen und Pedal. Sie enthält Pfeifenmaterial einer älteren, einmanualigen Orgel von Gottfried Fritzsche aus dem Jahr 1622.
Die Familie Herbst war eine Orgelbauerfamilie in Magdeburg, die im 17. und 18. Jahrhundert vorwiegend im Raum Magdeburg, Hildesheim und im Harzvorland wirkte. In der Schlosskapelle Erxleben wurde 2009 bis 2019 die 1710 von Heinrich Herbst dem Jüngeren gebaute Orgel saniert.
Der mächtige, reich verzierte barocke Prospekt im Halberstädter Dom mit seinem Lichttunnel und den drei Spieltischen, ein Unikum im Orgelbau, stammt von einer Orgel von Heinrich Herbst aus dem Jahr 1718. Sie wurde 1901 durch ein Werk von Ernst Röver ersetzt und 1965 nochmals durch Eule Orgelbau erneuert.
Die größte Orgel des Silbermann-Schülers Zacharias Hildebrandt mit 53 Registern steht in der Kirche St. Wenzel in Naumburg (Saale). Sie wurde von 1743 bis 1746 erbaut. Am 27. September 1746 erfolgte die gemeinsame Abnahmeprüfung durch Gottfried Silbermann und Johann Sebastian Bach. Für die Disposition hatte Hildebrandt auf Ratschläge von Bach zurückgegriffen. Eine weitere Orgel von Hildebrandt ist in St. Jacobi in Sangerhausen (1728) erhalten.

## Klassizismus

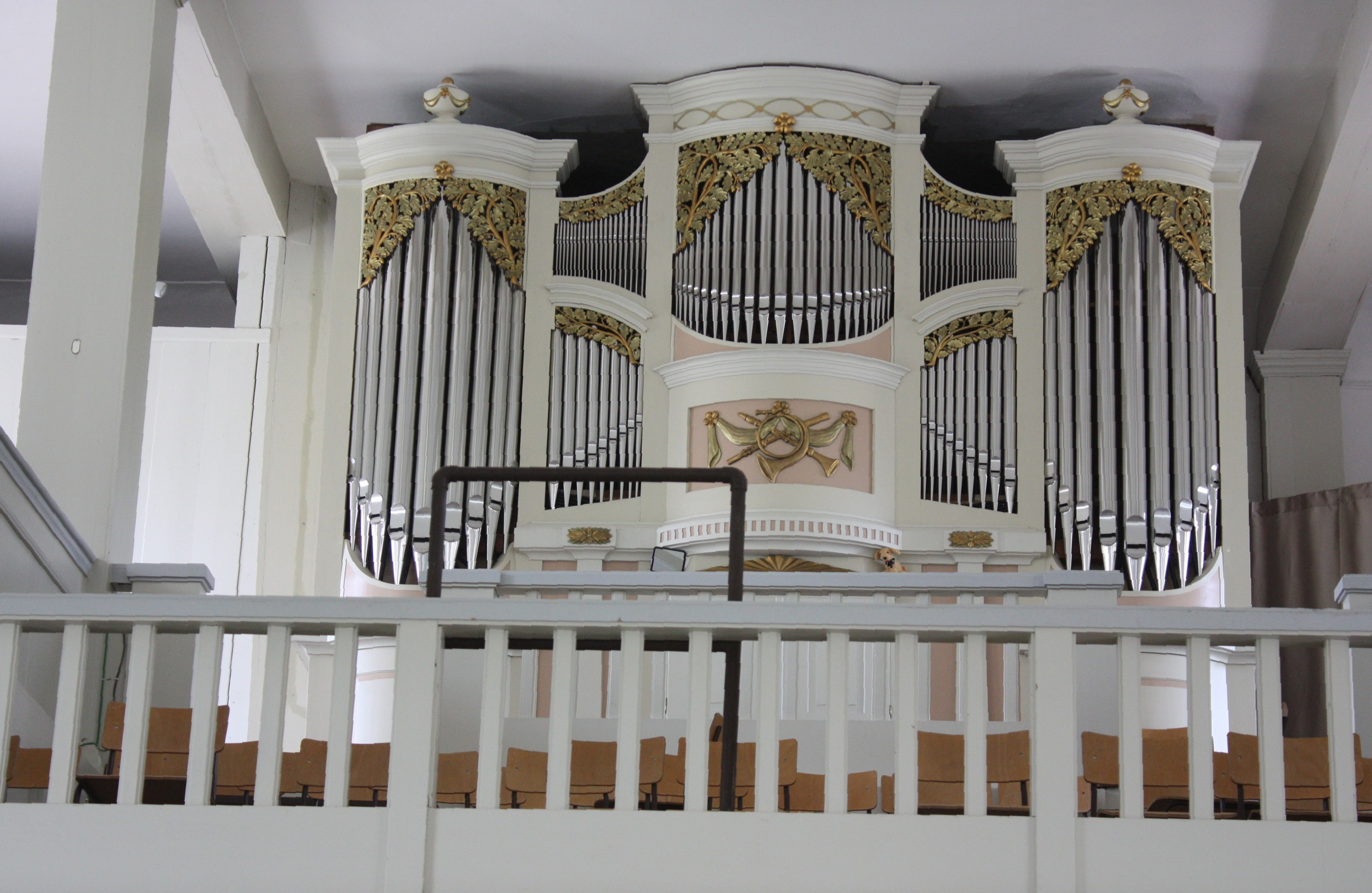
Krug-Orgel in Bad Dürrenberg

Vom „bedeutendsten märkischen Orgelbauer“ Gottlieb Scholtze stammen die Orgeln in Havelberg (1777) und Altenklitsche (1780).
Auch vom eher unbekannten Balthasar Georg Christoph Jesse, der Organist und Orgelbauer in Halberstadt war und bei Papenius sein Handwerk erlernte, sind noch Instrumente in der St.-Moritz-Kirche in Halberstadt (1787) und in der St.-Silvestri-Kirche in Wernigerode (1790) vorhanden.
Johann Christoph Wiedemann, der ebenfalls Papenius-Schüler war, baute die (wahrscheinlich einzige von ihm erhaltene) Orgel in der Schlosskirche Neindorf (1777).
Vom Orgelbauer Andreas Ludewig Zuberbier aus Dessau finden sich noch Orgeln in Gossa (1781) und Krina (1796).
Der im thüringischen Roda wirkende Christian Friedrich (I.) Poppe hinterließ in Sachsen-Anhalt eine Orgel in Kayna (1780) und einen Prospekt in der Naumburger Marien-Magdalenen-Kirche (1783).
Von den etwa 30 gebauten Orgeln des Merseburgers Johann Gottfried Krug ist nur ein Werk in Sachsen-Anhalt in St. Laurentius in Bad Dürrenberg (1810) erhalten.

## Romantik

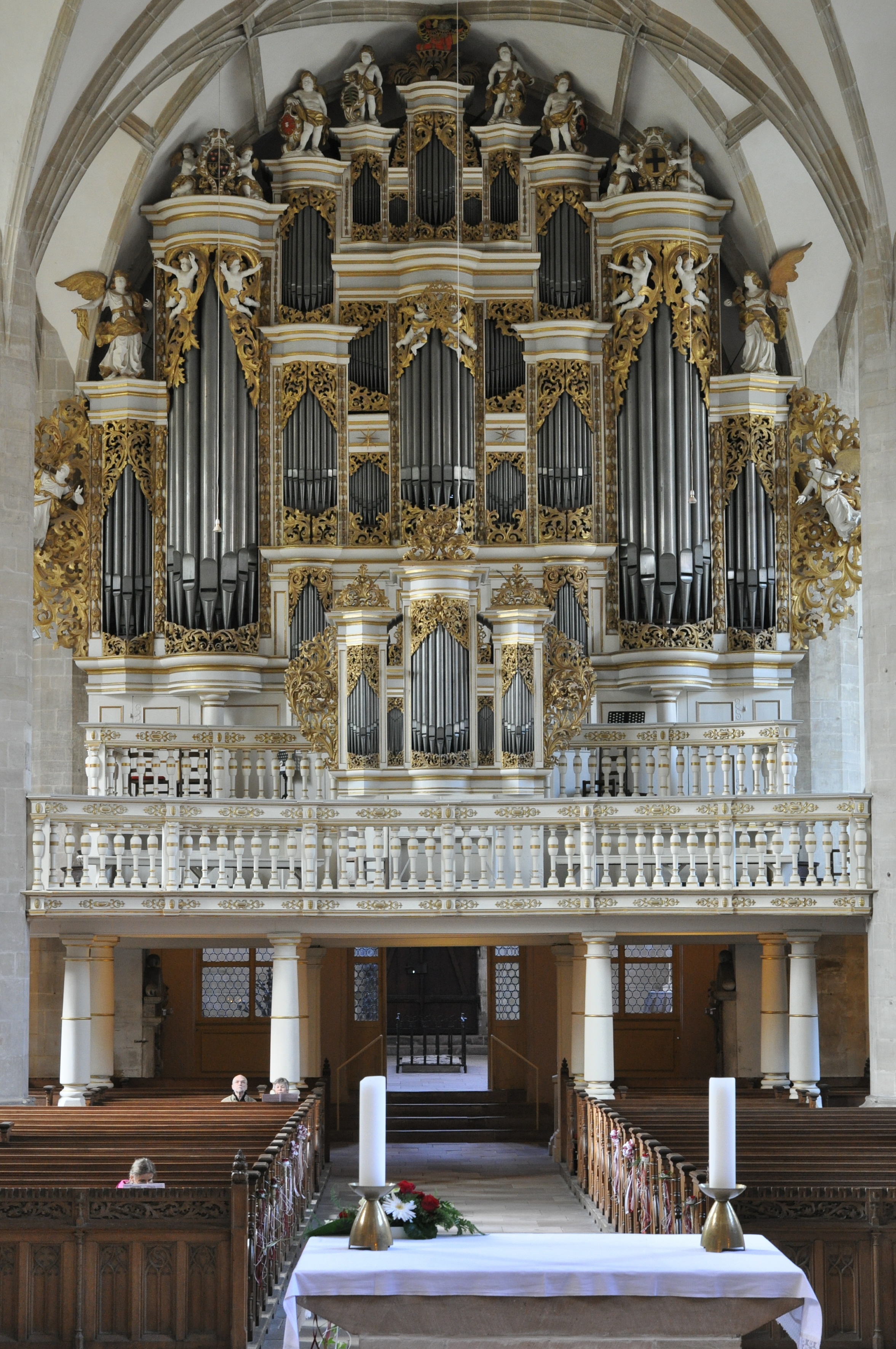
Ladegast-Orgel im Merseburger Dom

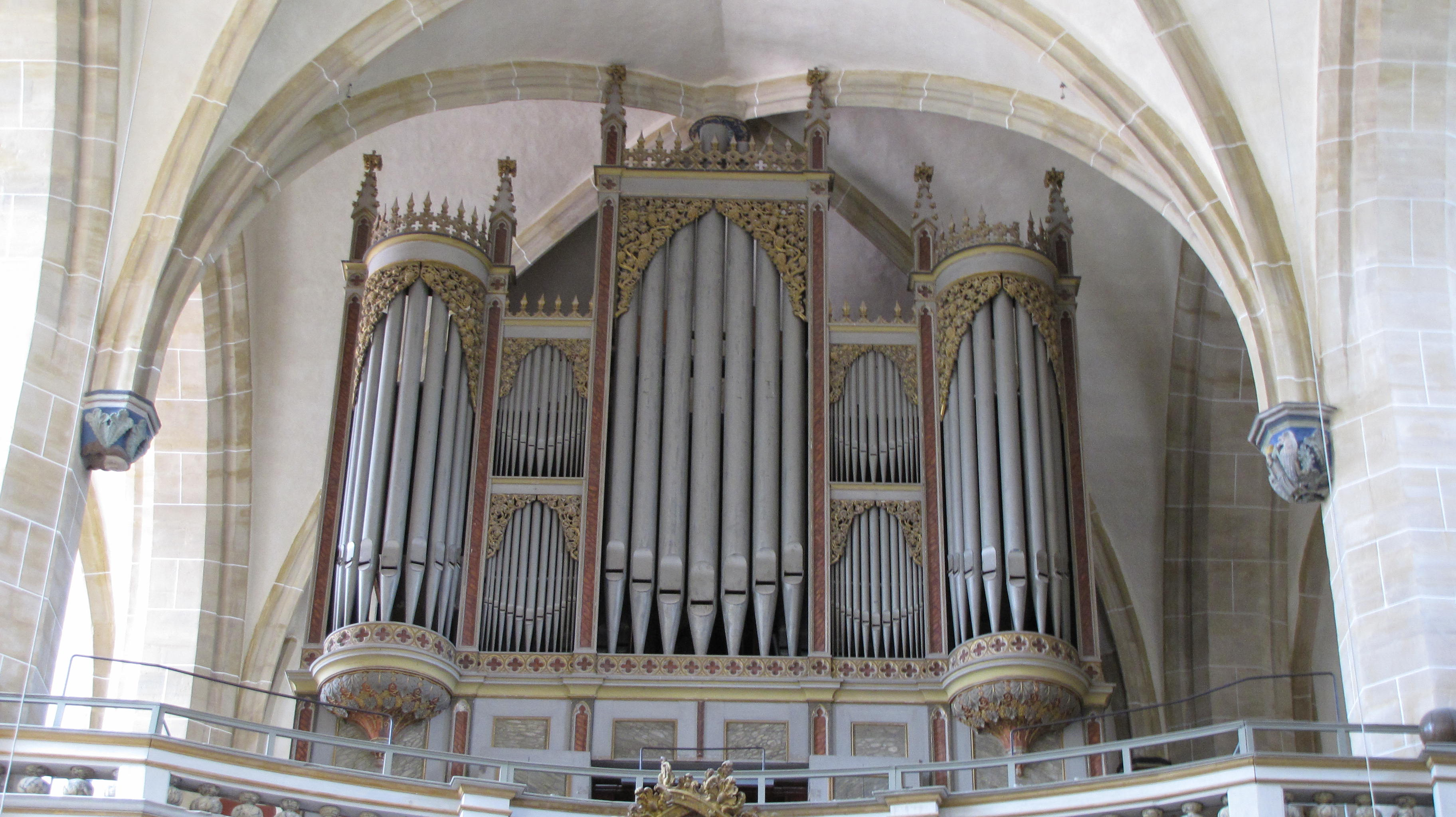
Friedrich Wilhelm Wäldners Schaffens-Höhepunkt ist seine Orgel im Halleschen Dom

Friedrich Wilhelm Wäldner schuf mindestens 28 Orgeln. Die Bedeutung Wäldners liegt in der bemerkenswerten handwerklichen Qualität und Solidität sowie im ausgeprägt romantischen Klangstil seiner Orgeln. Wäldner senior war der erste Orgelbaumeister der Region, der für die hochromantische Musik seiner Zeit entsprechende Klangvarianten für seine Orgeln entwickelte. Für das 19. Jahrhundert sind Wäldner-Orgeln – neben den Orgeln von Friedrich Ladegast meist im Merseburger und Weißenfelser Raum – in ihrer klassischen Bauweise die bedeutendsten der Region. Seine Werke u. a. in St. Lucia und Ottilie in Höhnstedt (1832), im Halleschen Dom (1847) und im Kloster Michaelstein (1850) haben die Zeiten überdauert.
Friedrich Ladegast nimmt innerhalb der deutschen Romantik eine Sonderstellung ein, so beispielsweise mit den klassisch repetierenden Mixturen und einer großen Zahl an charakteristischen und eigenwilligen Grundstimmen. Seine klangschönen Flötenregister und Streicher haben alle einen ausgeprägten individuellen Charakter, mischen sich aber trotzdem hervorragend und können zu unzähligen neuen Klangfarbenbildungen herangezogen werden. Mindestens 20 seiner Werke sind in Sachsen-Anhalt erhalten, wie sein drittgrößtes Werk im Merseburger Dom (1853–1855) mit 81 Registern, der Schlosskirche in Wittenberg (1863) oder sein Referenzobjekt in St. Marien (1864) in Weißenfels, in der Nähe seiner Werkstatt, auf der der Meister selbst spielte.
Emil Heerwagen übernahm 1875 mit 18 Jahren die Werkstatt seines Vaters Wilhelm. Ihm musste bei Orgelabnahmen bis zur Volljährigkeit ein Orgelbaumeister als Vormund zur Seite stehen. Tätig war die Familie Heerwagen bis 1896 in der Region zwischen Saale und Unstrut rund um Klosterhäseler. Von beiden sind ca. 20 Orgeln in diesem Gebiet noch im Bestand, wie z. B. in Görschen (1869), Bad Bibra (1871) und Langeneichstädt (1889). Emil Heerwagen zog 1896 nach Weimar. In Thüringen sind deshalb von ihm auch noch viele Orgeln zu sehen.
In ländlichen Kirchen im nördlichen Harzvorland und der Magdeburger Börde finden sich besonders viele Orgeln von Adolf Reubke. Der Halberstädter begann um 1837 in Hausneindorf Orgeln zu bauen, nachdem er vorher im Klavierbau tätig war. Sein Sohn Emil Reubke führte das Unternehmen bis zu seinem Tode 1884 fort, dann wurde es an Ernst Röver verkauft und von diesem bis 1921 fortgeführt.

## 20. und 21. Jahrhundert

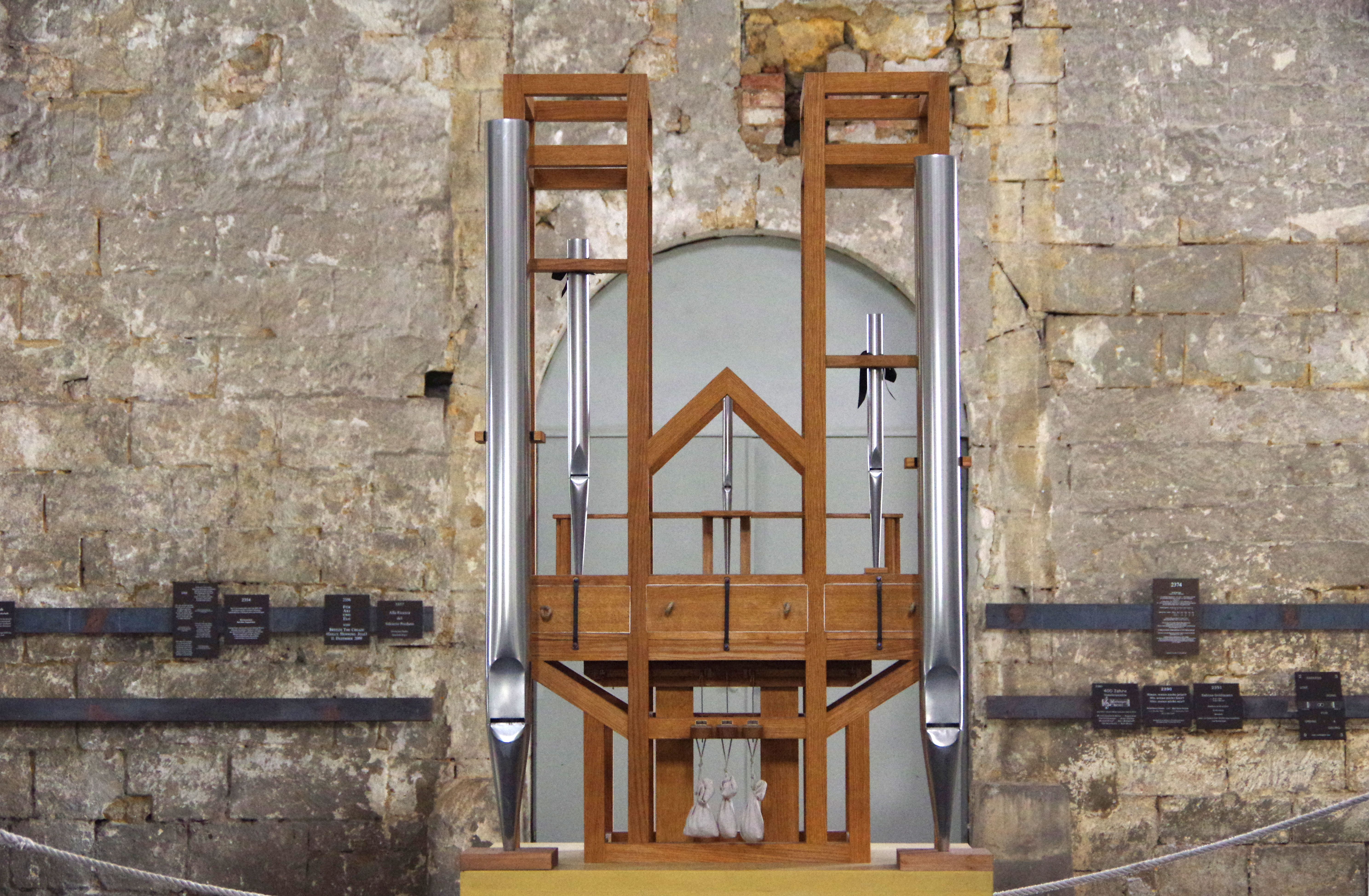
Hüfken-Orgel für das Musikstück ORGAN²/ASLSP in Halberstadt

Von den erhaltenen Orgeln, die ab Beginn des 20. Jahrhunderts in Sachsen-Anhalt gebaut wurden, sind die meisten von Wilhelm Rühlmann errichtet worden. Dieser, Sohn des Orgelbaumeisters Friedrich Rühlmann, hatte eine Werkstatt in Zörbig und war nach der Lehre bei seinem Vater von 1860 bis 1866 Geselle bei Friedrich Ladegast. Als sein Vater 1866 erkrankte, übernahm Wilhelm Rühlmann die Geschäftsführung, die er bis 1912 innehatte. 1883 errichtete er am Stadtrand Zörbigs die „Orgelbau-Anstalt W. Rühlmann“, die 1892 und 1914 Erweiterungen erfuhr und zu den bedeutendsten Betrieben Mitteldeutschlands zählte. In dieser Zeit entstanden mehr als 300 Orgeln, die vor allem in Sachsen-Anhalt errichtet wurden, darunter die Orgeln in Halle-Giebichenstein (1904), in Hettstedt (1905) und in Zörbig (1929).
In den 1970er Jahren gab es in Halberstadt wieder zwei Orgelbaubetriebe, den von Wilhelm Sohnle (1910–1993) und den von Reinhard Hüfken. Sohnle baute beispielsweise 1973 eine Orgel in einen Prospekt von 1652 der Theobaldikapelle in Wernigerode ein. Von Hüfken findet sich u. a. eine Orgel aus dem Jahr 2000 in St. Burchardi in Halberstadt (Zusammenarbeit mit Orgelbau Romanus Seifert & Sohn) für das Musikstück ORGAN²/ASLSP von John Cage, das noch bis zum Jahr 2640 dort aufgeführt wird.
Des Weiteren wurden im 20. Jahrhundert viele Neubauten von Orgelbauern errichtet, die außerhalb von Sachsen-Anhalt ihren Sitz hatten.
Im Dom zu Halberstadt baute Hermann Eule Orgelbau Bautzen 1965 ein 66-Register-Instrument in einen Prospekt von 1712 von Heinrich Herbst ein.
Das Magdeburger Kloster Unser Lieben Frauen erhielt 1979 durch Jehmlich Orgelbau Dresden eine Orgel mit 62 Registern und 4 Manualen.
Alexander Schuke Potsdam Orgelbau errichtete 2008 in Magdeburg die Orgel im Dom mit 4 Manualen und 93 Registern.